# Capronia fungicola
Capronia fungicola är en lavart som först beskrevs av Samuels & E. Müll., och fick sitt nu gällande namn av Unter. 1994. Capronia fungicola ingår i släktet Capronia och familjen Herpotrichiellaceae.   Inga underarter finns listade i Catalogue of Life.